# Il corsaro nero
Il corsaro nero é um filme de aventura produzido na Itália em 1937, dirigido por Amleto Palermi e com atuações de Ciro Verratti, Silvana Jachino e Ada Biagini.